# Saïf Ghezal
Saïf Ghezal (ur. 30 czerwca 1981 w Masakin) – tunezyjski piłkarz grający na pozycji środkowego obrońcy.

## Kariera klubowa
Ghazal piłkarską karierę rozpoczął w klubie Étoile Sportive du Sahel. W 2000 roku zadebiutował w jego barwach w pierwszej lidze tunezyjskiej. Już w 2001 roku dotarł z nim do finału Pucharu Tunezji, a także do finału Pucharu CAF, jednak w obu przypadkach zespół z miasta Susa schodził z boiska pokonany. W 2003 roku zdobył ze swoim klubem Puchar Zdobywców Pucharów Afryki, a w 2004 i 2005 dochodził do finału Ligi Mistrzów (porażki w finałach kolejno z Enyimba FC i Al-Ahly Kair). W 2005 roku zdobył Puchar Ligi Tunezyjskiej, a w 2006 - Puchar Konfederacji CAF. Największe sukcesy osiągnął w 2007 roku, gdy z Étoile Sportive wygrał Ligę Mistrzów i wywalczył swoje pierwsze mistrzostwo kraju w karierze. Wystąpił też w Klubowym Pucharze Świata.
W styczniu 2008 za sumę około 650 tysięcy euro Ghazal przeszedł do szwajcarskiego BSC Young Boys. Następnie w 2010 roku odszedł do Al-Ahli Dżudda, a do 2011 roku krótko grał w ES Sahel. W 2011 roku został zawodnikiem FC Thun. W latach 2013-2015 ponownie występował w ES Sahel, w którym zakończył karierę.

## Kariera reprezentacyjna
W reprezentacji Tunezji Ghazal zadebiutował w 2004 roku. W 2008 roku został powołany przez Rogera Lemerre do kadry na Puchar Narodów Afryki 2008. Od 2004 do 2009 wystąpił w kadrze narodowej 17 razy.